# Ворт-стріт (Мангеттен)
Ворт-стріт (англ. Worth Street) — вулиця з двостороннім рухом, що тягнеться приблизно з північного заходу на південний схід на Мангеттені, Нью-Йорк. Пролягає від Хадсон-стріт, Трайбека, на заході до Чатем-сквер у Чайна-таун на сході. За Чатем-сквер вулиця продовжується Олівер-стріт, вулицею з півночі на південь, що йде в односторонньому напрямку на північ. Між Вест-Бродвей і Черч-стріт розташована вулиця Ворт-стріт, також відома як шлях судді Джона М. Гарлана на честь судді Верховного суду та випускника сусідньої Школи права Нью-Йорка. Між Центр-стріт і Бакстер-стріт Ворт-стріт також відома як «Авеню найсильніших», «найсильніший у Нью-Йорку» — це прізвисько міського департаменту санітарії.

## Історія
Те, що зараз називається Ворт-стріт, спочатку починалося на перехресті Файф-поінтс і прямувало на захід, вона була відома як вулиця Антонія. У 1797 році її назвали Катерининською (окремо від іншої Катерининської вулиці на південний схід, яка збереглася донині, а також ще однієї на північ). Починаючи від Хадсон-стріт, закінчувалась на західному березі Колект-Понд. Кетрін Лейн, яка йшла паралельно і на північ, все ще існує як провулок між Бродвеєм і Лафайєт-стріт. Карта 1807 року показує, що озеро було засипане, і що вулиця Ентоні пролягала до короткої вулиці без позначення, де зараз розташована Центр-стріт.